# Ganadería du Scamandre
La Ganadería du Scamandre est un élevage français de taureaux de combat fondé en 1979 par Jean Riboulet, repris en 1998 par son fils Olivier Riboulet.

## Présentation  et historique
L'élevage d'origine est composé du bétail Infante da Cámara une ganadería espagnole. Ce bétail provenait du domaine Paul Ricard au tout début de sa formation. Peu à peu, Jean Riboulet a inséré un étalon de la ganadería Guardiola. En 1992, il cède à Jean-Louis Darré des vaches et un étalon de race Pedrajas, avec lequel Darré va fonder l'élevage  de l'Astarac,.
Mort en 1998, Jean laisse l'élevage à son fils, Olivier Riboulet qui n'a alors que 24 ans et qui poursuit le travail de son père. Mais en 2001, sur mise en demeure de services sanitaires, Olivier doit abattre la totalité de son cheptel qui est atteint de  tuberculose.
Le jeune éleveur avait toutefois conservé des embryons qu'il a transplanté sur des vaches de race Aubrac. Cette expérience est une première en France. La première vache brava née d'une femelle Aubrac est baptisée « Bandolera ». Il faudra toutefois attendre quelques années avant que le cheptel se reconstitue avec le « sang Riboulet ». En attendant,  Olivier Riboulet a ajouté du bétail Valdefresno, issu d'une propriété espagnole située près de Salamanque.
La devise de la ganadería du Scamandre est or, gris foncé et rouge sang. La propriété est située au Mas Madame de Bramasset à Saint-Gilles dans le Gard. Olivier Riboulet est membre de l'Association des éleveurs français de taureaux de combat ainsi que de l' Association des ganaderías de lidia cette dernière étant l'équivalent français de l'Unión de criadores de toros de lidia espagnole.

## Les taureaux importants
- « Pelofino » N° 4, combattu par El Fundi à Saint-Gilles,  le 20 août 1995. El Fundi a coupé deux oreilles
- « Novillo n°70 » gracié par le novillero Mateo Román à Vauvert en 1996
- « Zorrolisto » n°66 combattu à Nîmes le 22 février 1997 par Swan Soto

- en 1999, l'élevage a remporté le prix du meilleur élevage de la saison dans les arènes d'Arles.